# 에노촌
에노촌(可愛村)은 히로시마현 다카타군에 설치되었던 촌이다. 현재의 아키타카타시에 해당한다.

## 역사
- 1889년 4월 1일 - 정촌제 시행에 의해 다카타군 에노촌이 단독으로 촌제를 시행해 발족하였다.
- 1953년 4월 1일 - 요시다정, 단피촌, 고노촌과 합병해 새로운 요시다정이 신설하여 폐지되었다.

## 참고문헌
- 角川日本地名大辞典 34 広島県
- 『市町村名変遷辞典』東京堂出版、1990年。